# Bibliothek klassischer Reiseberichte
Die Bibliothek klassischer Reiseberichte ist eine deutschsprachige Buchreihe mit Reiseberichten, die seit 1962 in Stuttgart im Steingrüben Verlag erschien und seit 1980 in Frankfurt am Main im Societäts-Verlag. Einige Bände erschienen auch beim Deutschen Bücherbund. Herausgeber war Georg A. Narciss. Viele Werke wurden aus anderen Sprachen übersetzt. Die folgende Übersicht ist überwiegend alphabetisch nach Verfassern geordnet. 

## Übersicht
- Atterbom, Per Daniel Amadeus: Reisebilder aus dem romantischen Deutschland
- Cieza de León, Pedro de: Auf den Königsstraßen der Inkas.
- Thomas Coryate: Die Venedig- und Rheinfahrt AD 1608.
- Dapper, Olfert: Umbständliche und eigentliche Beschreibung von Africa, anno 1668.
- Darwin, Charles: Reise eines Naturforschers um die Welt.
- Bernal Díaz del Castillo: Denkwürdigkeiten des Hauptmanns Bernal Diaz del Castillo oder Wahrhafte Geschichte der Entdeckung und Eroberung von Neuspanien (Mexiko).
- Gustave Flaubert: Reisetagebuch aus Ägypten.
- Gončarov, Ivan A.: Die Fregatte Pallas.
- Huc, Évariste Régis: Wanderungen durch die Mongolei nach Tibet 1844–1846.
- Irving, Washington: Die Alhambra.
- Kaiserliche Gesandtschaften ans Goldene Horn. Herausgegeben von Karl Teply.
- Mandeville, John Die Reisen des Ritters John Mandeville durch das Gelobte Land, Indien und China.
- Maupassant, Guy de: Die Irrfahrten des Herrn de Maupassant.
- Montagu, Mary Wortley: Briefe aus dem Orient.
- Montaigne, Michel Eyquem de: „Tagebuch einer Badereise“, aus dem Französischen von Otto Flake.
- Pahlen, Constantin von der: Im Auftrag des Zaren in Turkestan 1908–1909.
- Pfeiffer, Ida: Reise einer Wienerin in das Heilige Land.
- Pückler-Muskau, Hermann von: Südöstlicher Bildersaal.
- Riesbeck, Johann Kaspar: Briefe eines reisenden Franzosen über Deutschland an seinen Bruder zu Paris.
- Schopenhauer Johanna: Reise durch England und Schottland.
- Trollope, Frances Milton: Briefe aus der Kaiserstadt.
- Johannes Wild: [Neue] Reysbeschreibung eines gefangenen Christen.